# Eupithecia longibasalis
Eupithecia longibasalis là một loài bướm đêm trong họ Geometridae.